# Каменка (Изборская волость)
Каменка — деревня в Печорском районе Псковской области России. Входит в состав сельского поселения «Изборская волость».
Расположена в 24 км к юго-востоку от города Печоры и в 1,5 км к юго-востоку от Изборска.

## Население
Численность населения деревни на 2000 год составляет 20 человек, на 2011 год — 15 человек.
| 2001 | 2002 | 2010 |
| ---- | ---- | ---- |
| 20   | ↘12  | ↘9   |